# L.A.R.

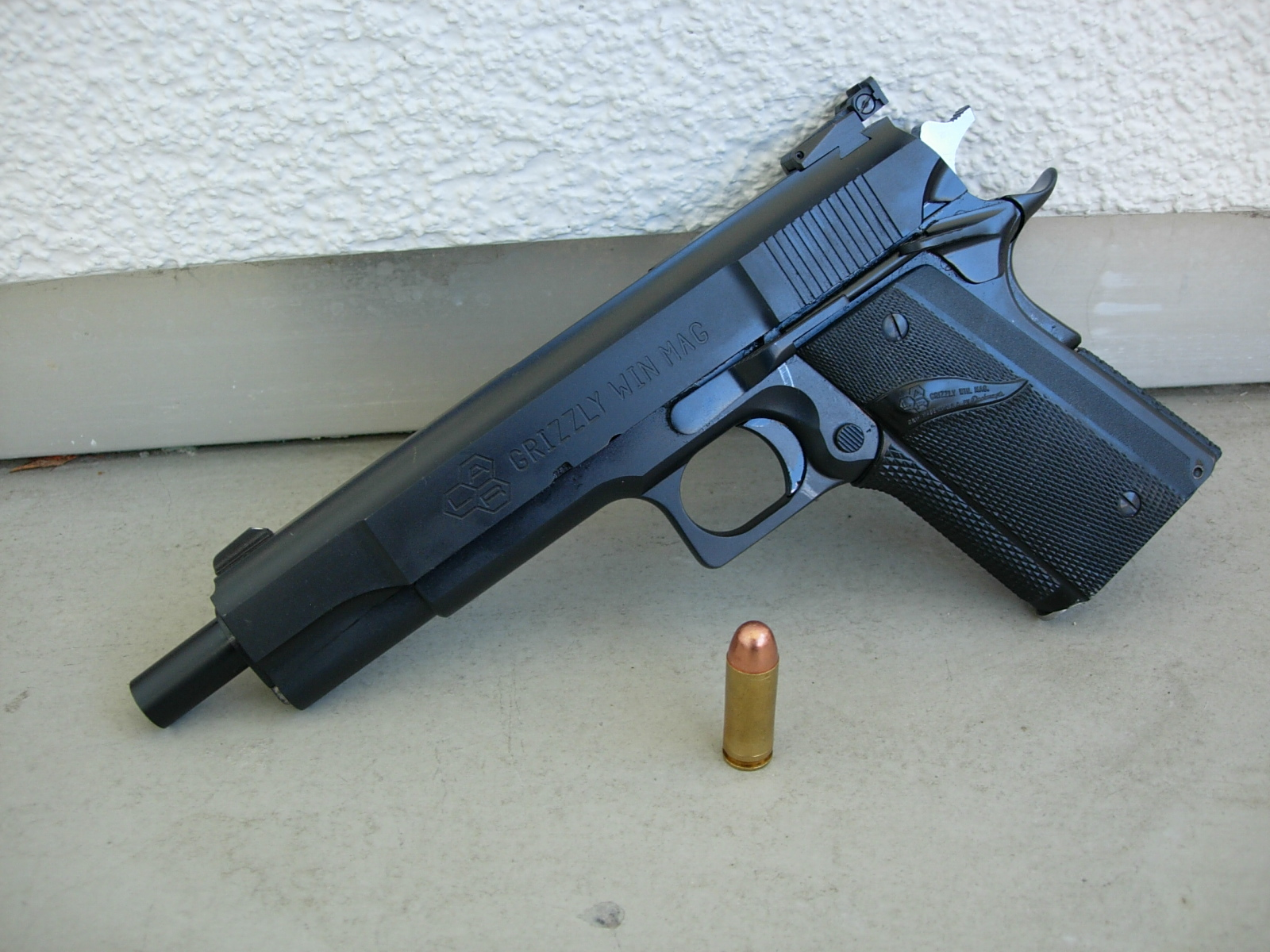
Grizzly im Kaliber .45 WinMag

L.A.R. (Voller Name: L.A.R. Manufacturing Inc.) ist ein US-amerikanischer Waffenhersteller.
Gegründet wurde die Firma 1968 und hat ihren Sitz in West Jordan im Bundesstaat Utah.

## Produkte
Zu Beginn der Firmengeschichte lieferte L.A.R. lediglich Bauteile für andere Waffenhersteller, so z. B. Optikmontagen und Griffstücke unter anderem für das Sturmgewehr M16 von Colt.
Bekannt wurde die Firma durch die großkalibrige Pistole „Grizzly“ in den Kalibern .44 Mag., 45. Mag. und dem gewaltigen Kaliber .50 Mag (Action Express/AE).
Mit seiner Scharfschützenbüchse „Big Boar Competition“ baute L.A.R. eines der schlagkräftigsten Gewehre aller Zeiten. Die angegebene effektive Reichweite dieser Waffe liegt bei bis zu 3000 Metern.